# Satz von Millman
Der Satz von Millman ist im Rahmen der elektrischen Schaltungstechnik ein bei der Netzwerkanalyse angewendetes praktisches Verfahren um die Summenspannung von mehreren parallel geschalteten Spannungs- und Stromquellen in einem linearen Netzwerk zu bestimmen. Das Verfahren basiert auf den allgemeinen „Kirchhoffschen Regeln“. Namensgeber ist Jacob Millman, welcher im englischsprachigen Raum mehrere bekannte Lehrbücher zu diesem Themenbereich verfasste.

## Beschreibung

Schaltungsskizze zu Satz von Millman

Werden mehrere Spannungs- und Stromquellen parallel geschaltet, wie in nebenstehender Skizze dargestellt für zwei Spannungsquellen {\displaystyle U_{1}} und {\displaystyle U_{2}} mit den jeweiligen Innenwiderständen {\displaystyle R_{1}} und {\displaystyle R_{2}} und einer Stromquelle {\displaystyle I_{1}} mit Innenwiderstand {\displaystyle R_{3}}, ergibt sich die resultierende Spannung {\displaystyle U_{\text{s}}} mit dem Satz von Millman zu:
{\displaystyle U_{\text{s}}={\frac {{\frac {U_{1}}{R_{1}}}+{\frac {U_{2}}{R_{2}}}+I_{1}}{{\frac {1}{R_{1}}}+{\frac {1}{R_{2}}}+{\frac {1}{R_{3}}}}}}
Das heißt, die resultierende Summenspannung lässt sich direkt als Summe der einzelnen Teilströme geteilt durch die Summe der Leitwerte der Innenwiderstände der einzelnen Quellen ausdrücken. In allgemeiner Form mit {\displaystyle m} parallel geschalteten Spannungsquellen und {\displaystyle n} parallel geschalteten Stromquellen lautet der Satz von Millman:
{\displaystyle U_{s}={\frac {\sum _{i=1}^{m}{\frac {U_{i}}{R_{i}}}+\sum _{i=1}^{n}I_{i}}{\sum _{i=1}^{m}{\frac {1}{R_{i}}}+\sum _{i=1}^{n}{\frac {1}{R_{i}}}}}}